# Asociación Deportiva Universidad de Oviedo (baloncesto)
El AD Universidad de Oviedo, también conocido como CAU (Club Atlético Universitario), es un club de baloncesto de la Universidad de Oviedo, con sede en Oviedo. El equipo masculino compite en Tercera FEB y su equipo femenino en Primera Nacional.

## Pabellón
Los equipos juegan sus partidos como local en el Polideportivo Universitario de Oviedo, que se encuentra al lado del Estadio Universitario San Gregorio, en el campus de los Catalanes. A principios de la temporada 2010-11 el pabellón fue reformado y el equipo pasó a jugar sus encuentros en el Pabellón Universitario del Campus de Mieres y no volvió a Oviedo hasta la campaña 2012-13.

## Historia
La sección de baloncesto femenino de la Asociación Deportiva Universidad de Oviedo fue fundada en 1982. Previamente ya existía un equipo masculino, que actualmente milita en Tercera FEB, y que estuvo a punto de subir a la Primera División (actual Liga ACB), en la década de los años 1970. Se denominaba Universitario-Rivayagüe debido al patrocinio del concesionario Rivayagüe. Además, el Universitario-Rivayagüe fue el primer equipo asturiano en fichar a un jugador americano: Arnett Hall, procedente de la Universidad de Florida en 1975. En 1978, debido a problemas económicos, el Universitario-Rivayagüe renunció a seguir jugando en la élite española. Desde entonces ha alternado la Primera División Nacional con la Liga EBA, unido a una inactividad entre 2012 y 2018. Desde la temporada 2024-25 compite en Tercera FEB (nueva denominación de la Liga EBA).
Por otra parte, tras competir en categorías regionales y en las antiguas 2ª División Fem. y 1ª División B Fem., el equipo femenino ascendió a Primera División Femenina, la actual Liga Femenina, en la temporada 1994-95. Se mantuvo en la máxima liga hasta la campaña 1999-2000, en la que le cedió su plaza a otro equipo de Oviedo (CB Vetusta), aunque la temporada siguiente retorno a la Liga Femenina. Tras una serie de temporadas en Primera División Nacional, que se convirtió en la tercera división nacional, subió a Liga Femenina 2 en 2012 tras proclamarse campeón en la Final a 4 que se disputó en Vitoria. Antes había caído en las Finales a 4 de los años 2010 (Oviedo) y 2011 (Logroño). En ese mismo año, 2011, ganó el Campeonato de España Universitario de Baloncesto Femenino que se disputó en la ciudad de León. 
En su retorno a la élite el CAU fue un equipo competitivo y que ganó a escuadras superiores a él deportiva y económicamente. En la campaña 2012-13 el equipo dirigido por el asturiano Rubén Alonso, ayudado por José Alberto Fernández Hevia (que sería el entrenador en las siguientes temporadas), acabó séptimo en el Grupo "A" y en la siguiente temporada finalizaría la liga regular octavo. Además, en la pretemporada de la liga 2013-14 conquistó la Copa Principado al superar en las semifinales al CB Innobasket de Avilés y en la final a la Agrupación Deportiva Baloncesto Avilés (ADBA). En octubre del 2014, volvió a hacerse con el trofeo.
Tras seis temporadas consecutivas en la Liga Femenina 2, en la campaña 2017-18 descendió, y actualmente milita en  Primera División Nacional Femenina.

## Trayectoria

### Equipo masculino
| Temporada | Nivel | División       | Pos. | Postemporada                        | LR      | PO  |
| --------- | ----- | -------------- | ---- | ----------------------------------- | ------- | --- |
| 1971-72   | 3     | 3.ª División   | 7.º  | –                                   | 19-1-2  | –   |
| 1972-73   | 3     | 3.ª División   | 1.º  | Ascenso                             | 24-1-4  | –   |
| 1973-74   | 2     | 2.ª División   | –    | –                                   | –       | –   |
| 1974-75   | 2     | 2.ª División   | 7.º  | –                                   | 17-11   | –   |
| 1975-76   | 2     | 2.ª División   | 9.º  | –                                   | 10-1-13 | –   |
| 1976-77   | 2     | 2.ª División   | 10.º | –                                   | 12-16   | –   |
| 1977-78   | 2     | 2.ª División   | 6.º  | Descenso                            | 17-1-12 | –   |
| 1978-00   | –     | –              | –    | –                                   | –       | –   |
| 2000-01   | 4     | 1.ª División   | 2.º  | –                                   | –       | –   |
| 2001-02   | 5     | 1.ª División   | 6.º  | –                                   | 6-10    | –   |
| 2002-03   | 5     | 1.ª División   | 5.º  | –                                   | 6-8     | –   |
| 2003-04   | 5     | 1.ª División   | 3.º  | –                                   | 12-10   | –   |
| 2004-05   | 5     | 1.ª División   | 4.º  | –                                   | 9-10    | –   |
| 2005-06   | 5     | 1.ª División   | 6.º  | –                                   | 6-10    | –   |
| 2006-07   | 5     | 1.ª División   | 3.º  | –                                   | 9-14    | –   |
| 2007-08   | 6     | 1.ª División   | 4.º  | –                                   | 12-12   | –   |
| 2008-09   | 6     | 1.ª División   | 3.º  | Ascenso                             | 22-7    | –   |
| 2009-10   | 4     | Liga EBA       | 15.º | –                                   | 9-17    | –   |
| 2010-11   | 4     | Liga EBA       | 7.º  | Fase clasificación (14.º)           | 9-11    | 1-1 |
| 2011-12   | 4     | Liga EBA       | 6.º  | Fase clasificación (12.º)/ Descenso | 10-10   | 0-2 |
| 2012-18   | –     | –              | –    | –                                   | –       | –   |
| 2018-19   | 7     | 2.ª Autonómica | 7.º  | –                                   | 14-4    | –   |
| 2019-20   | 7     | 2.ª Autonómica | 1.º  | Ascenso                             | 11-0    | –   |
| 2020-21   | 5     | 1.ª División   | 4.º  | Cuartos final (8.º)                 | 2-6     | 0-2 |
| 2021-22   | 5     | 1.ª División   | 3.º  | Final A4 (3.º)                      | 10-6    | 3-1 |
| 2022-23   | 5     | 1.ª División   | 1.º  | Final A4 (1.º)/ Ascenso             | 20-0    | 4-0 |
| 2023-24   | 4     | Liga EBA       | 13.º | [ 8 ]                               | 6-20    | –   |
| 2024-25   | 4     | Tercera FEB    | 6.º  | –                                   | 14-12   | –   |

### Equipo femenino
| Temporada | Nivel | División                  | Pos. | Postemporada                | LR    | PO  | Copa de la Reina |
| --------- | ----- | ------------------------- | ---- | --------------------------- | ----- | --- | ---------------- |
| 1987-88   | 3     | 2.ª División Fem          |      | Ascenso                     | –     | –   | –                |
| 1988-89   | 2     | 1.ª División B Fem        | –    | –                           | –     | –   | –                |
| 1989-90   | 2     | 1.ª División B Fem        | –    | –                           | –     | –   | –                |
| 1990-91   | 2     | 1.ª División B Fem        | –    | –                           | –     | –   | –                |
| 1991-92   | 2     | 1.ª División B Fem        | –    | –                           | –     | –   | –                |
| 1992-93   | 2     | 1.ª División B Fem        | –    | –                           | –     | –   | –                |
| 1993-94   | 2     | 1.ª División B Fem        |      | Ascenso                     | –     | –   | –                |
| 1994-95   | 1     | Primera División Femenina | 12.º | –                           | 2-22  | –   | Primera ronda    |
| 1995-96   | 1     | Liga Femenina             | 11.º | [ 9 ]                       | 5-17  | –   | Primera ronda    |
| 1996-97   | 1     | Liga Femenina             | 8.º  | Fase clasificación (8.º)    | 9-13  | 2-3 | Cuartos final    |
| 1997-98   | 1     | Liga Femenina             | 9.º  | Fase clasificación (6.º)    | 7-15  | 4-1 | Cuartos final    |
| 1998-99   | 1     | Liga Femenina             | 8.º  | –                           | 11-15 | –   | Cuartos final    |
| 1999-00   | 1     | Liga Femenina             | 11.º | Descenso                    | 6-20  | –   | –                |
| 2000-01   | 2     | 1.ª División Fem          |      | Ascenso                     | –     | –   | –                |
| 2001-02   | 1     | Liga Femenina             | 14.º | Descenso                    | 1-25  | –   | –                |
| 2002-03   | 2     | Liga Femenina 2           | 11.º | –                           | 9-17  | –   | –                |
| 2003-04   | 2     | Liga Femenina 2           | 13.º | Descenso                    | 7-19  | –   | –                |
| 2004-05   | 3     | 1.ª División Fem          | 3.º  | –                           | –     | –   | –                |
| 2005-06   | 3     | 1.ª División Fem          | 1.º  | Fase ascenso (2.º)          | –     | 2-1 | –                |
| 2006-07   | 3     | 1.ª División Fem          | 4.º  | –                           | –     | –   | –                |
| 2007-08   | 3     | 1.ª División Fem          | 5.º  | –                           | –     | –   | –                |
| 2008-09   | 3     | 1.ª División Fem          | 7.º  | –                           | –     | –   | –                |
| 2009-10   | 3     | 1.ª División Fem          | 1.º  | Fase ascenso (2.º)          | –     | 2-1 | –                |
| 2010-11   | 3     | 1.ª División Fem          | 1.º  | Fase ascenso (3.º)          | –     | 1-2 | –                |
| 2011-12   | 3     | 1.ª División Fem          | 1.º  | Fase ascenso (1.º)/ Ascenso | –     | 2-1 | –                |
| 2012-13   | 2     | Liga Femenina 2           | 7.º  | –                           | 8-12  | –   | –                |
| 2013-14   | 2     | Liga Femenina 2           | 8.º  | –                           | 8-14  | –   | –                |
| 2014-15   | 2     | Liga Femenina 2           | 10.º | –                           | 4-18  | –   | –                |
| 2015-16   | 2     | Liga Femenina 2           | 13.º | [ 11 ]                      | 5-21  | –   | –                |
| 2016-17   | 2     | Liga Femenina 2           | 13.º | [ 11 ]                      | 8-18  | –   | –                |
| 2017-18   | 2     | Liga Femenina 2           | 14.º | Descenso                    | 2-24  | –   | –                |
| 2018-19   | 4     | 1.ª Autonómica Fem        | 1.º  | Ascenso                     | –     | –   | –                |
| 2019-20   | 3     | 1.ª División Fem          | 5.º  | –                           | 7-9   | –   | –                |
| 2020-21   | 3     | 1.ª División Fem          | 5.º  | Octavos final (10.º)        | 8-8   | 0-2 | –                |
| 2021-22   | 4     | 1.ª División Fem          | 8.º  | Octavos final (16.º)        | 14-12 | 0-2 | –                |
| 2022-23   | 4     | 1.ª División Fem          | 9.º  | –                           | 11-13 | –   | –                |
| 2023-24   | 4     | 1.ª División Fem          | 20.º | –                           | 16-10 | –   | –                |
| 2024-25   | 4     | 1.ª División Fem          | 5.º  | –                           | 21-7  | –   | –                |

## Uniforme
- Primera equipación: Camiseta y pantalón verde con pequeñas rayas blancas en los costados.
- Segunda equipación: Camiseta y pantalón blanco con pequeñas rayas verdes en los costados.